# Алексеев, Сергей Сергеевич
Серге́й Серге́евич Алексе́ев (28 июля 1924, Орёл — 12 мая 2013, Санкт-Петербург) — советский и российский учёный-правовед, доктор юридических наук, профессор, член-корреспондент АН СССР (1987), член-корреспондент РАН (1991). Лауреат Государственной премии СССР (1977). Заслуженный деятель науки РСФСР (1974). Индекс Хирша — 71.
Председатель Комитета конституционного надзора СССР, народный депутат СССР (1989—1991). Специалист в области теории государства и права и гражданского права. Первый лауреат высшей юридической премии России «Юрист года» (2009). Основатель и первый директор находящегося в г. Екатеринбурге Института философии и права УрО РАН.
Считается — наряду с А. А. Собчаком, Л. С. Мамутом и С. М. Шахраем — одним из непосредственных авторов текста действующей Конституции РФ.

## Биография

### Семья
Отец: Сергей Николаевич Алексеев — специалист в сфере статистики, начальник сектора областного управления народно-хозяйственного учёта. Был арестован 6 августа 1937 года и 11 августа 1937 года осуждён на 10 лет исправительно-трудовых лагерей по обвинению в участии в преступной группе, ведении подрывной работы и контрреволюционной пропаганды против советской власти. В 1947 году его дело было прекращено за отсутствием состава преступления.
Мать: Наталья Никифоровна Алексеева — химик-аналитик в Уральском отделении Академии наук СССР, заместитель декана металлургического факультета Уральского индустриального института имени С. М. Кирова.
Супруга: Зоя Михайловна Алексеева — учёный-правовед, заслуженный юрист Российской Федерации.
Дочери: Надежда — врач-кардиолог, Ирина — лингвист, кандидат филологических наук.

### Военная служба
Участник Великой Отечественной войны. Воевал на Волховском, Ленинградском, Карельском фронтах, в Заполярье.

### Образование и научно-педагогическая деятельность
Окончил в 1949 году Свердловский юридический институт, а также аспирантуру этого института. В 1952 году защитил кандидатскую диссертацию на тему «Акцептная форма расчетов между социалистическими организациями по советскому гражданскому праву». С того же года ассистент, а затем старший преподаватель. С 1954 года — доцент кафедры гражданского права Свердловского юридического института. В 1960 году защитил докторскую диссертацию по теме «Предмет советского социалистического гражданского права». В 1961—1988 годах — заведующий кафедрой теории государства и права Свердловского юридического института. В 1962 году присвоено звание профессора. В 1988—1995 годах — директор Института философии и права Уральского отделения АН СССР (затем — РАН), основатель этого авторитетного научного учреждения.
Профессор С. С. Алексеев — основоположник уральской научной школы гражданского права, одной из самых авторитетных в стране, автор более 400 печатных трудов, в том числе более 40 книг. Уже в его ранних цивилистических работах наряду с конкретными рекомендациями по совершенствованию договорных связей и гражданского законодательства прослеживается постановка общих проблем теории права. В последующие годы С. С. Алексеев издал фундаментальные монографии, учебники и многочисленные статьи по теории права и государства, завоевав всеобщее признание как выдающийся теоретик права.

### Политическая деятельность
В 1989 году был избран народным депутатом СССР от Академии наук СССР и научных обществ, а затем по решению Съезда народных депутатов стал членом Совета Союза Верховного Совета СССР. Входил в Межрегиональную депутатскую группу, являлся председателем комитета по вопросам законодательства, законности и правопорядка Верховного Совета СССР (1989—1990).

С. Г. Кара-Мурза в том же 1989 писал:
Широкая общественность ищет разъяснения у публицистов, особое внимание обращая на выступления ученых. В частности, ряд статей опубликовал председатель комиссии Верховного Совета СССР член-корр. АН СССР С.С.Алексеев (Аренда: не упустить шанс. «Правда», 12.06.1989.; Собственность и ее хозяин. «Известия», 2.08.1989; Демократизация собственности. «Литературная газета», 6.09.1989). Мы знаем С.С.Алексеева как видного юриста, автора работ о правовом государстве. Но в данном случае он выступил не по проблемам права, а по основному вопросу политэкономии - хотя подписи под статьями придавали в глазах читателя этим статьям вес выступления научного эксперта и государственного деятеля. Мы не специалисты в политэкономии, и наше недоумение от объяснений С.С. Алексеева - продукт только здравого смысла. Но ведь газеты - для миллионов.

### Комитет конституционного надзора
В 1989—1991 председатель Комитета конституционного надзора СССР. Комитетом были приняты важные решения об отмене прописки, о юридической ничтожности «секретных» актов и т. п. 20 августа 1991 года по инициативе С. С. Алексеева члены Комитета конституционного надзора подписали заявление, осуждавшее ГКЧП как незаконно учреждённый орган. А после Беловежских событий в декабре 1991 г. Комитет выступил с Заявлением о юридической несостоятельности роспуска СССР, но вскоре был сам де-факто ликвидирован вместе с другими общесоюзными учреждениями.

### Исследовательский центр частного права
С октября 1991 года главным направлением деятельности для С. С. Алексеева стала организация исследовательского центра частного права. Он был организован на базе Комитета конституционного надзора СССР распоряжением М. С. Горбачёва, а в июле 1992 года указом Б. Н. Ельцина преобразован в Исследовательский центр частного права при Президенте РФ. В 1991—1995 гг. был председателем Совета Исследовательского центра частного права.
Начиная с середины 1990-х годов был научным руководителем федеральной программы «Восстановление и развитие частного права в России». Председатель Научного совета Исследовательского центра частного права.
Являлся почётным профессором Уральского государственного юридического университета, почётным доктором Университета Париж-XII Валь-де-Марн (2000), председателем Научного совета Института частного права в Екатеринбурге, заместителем председателя Совета Исследовательского центра частного права, председателем Ученого совета Уральского отделения Российской школы частного права.

### Проект Конституции и Президентский совет

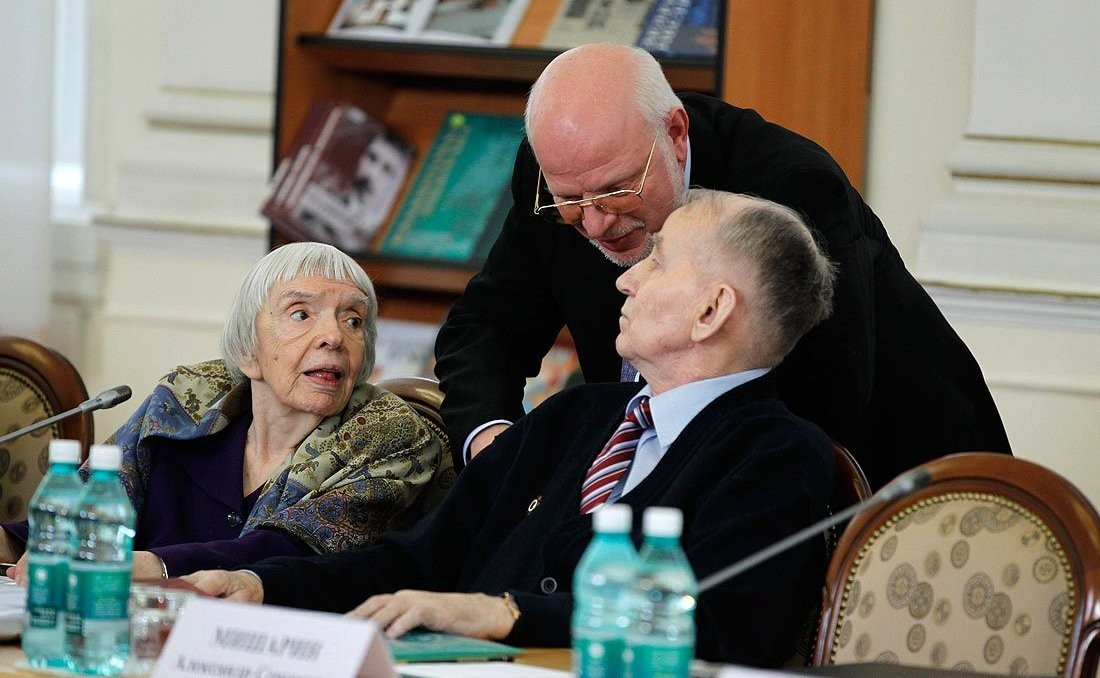
Людмила Алексеева, Михаил Федотов и Сергей Алексеев перед началом заседания Совета по развитию гражданского общества и правам человека, 1 февраля 2011 года

В конце 1991 года стал членом рабочей группы Российского движения демократических реформ по подготовке проекта Конституции России, получившего в прессе название Альтернативного проекта. В процессе этой работы были учтены основные идеи проекта Конституции Союза Советских Республик Европы и Азии, автором которого был академик А. Д. Сахаров. Эти наработки отчасти были использованы в 1993 году, когда С. С. Алексеев был привлечен к работе над «президентским» проектом Конституции РФ. В своих трудах «Уроки: Тяжкий путь России к праву» и др. С. С. Алексеев отзывается об этом периоде с некоторой долей горечи, поскольку ключевые идеи Альтернативного проекта в окончательном проекте Конституции РФ не были реализованы.
В 1993 году назначается членом Президентского совета, а затем и Комиссии по правам человека при Президенте России. Однако спустя два года он вышел из их состава в связи с началом активных боевых действий в Чечне.
Именно по инициативе и при поддержке Алексеева в начале 1990-х были приняты решения об отмене прописки и о юридической ничтожности «секретных» актов.

## Интересы и увлечения
Активно занимался туризмом. Был членом Свердловского турклуба. Турист 1 спортивного разряда.

### Последние годы
Вернувшись в Екатеринбург, профессор С. С. Алексеев полностью посвятил себя научной и преподавательской работе, продолжив работу в Институте философии и права УрО РАН, возглавив Институт частного права и написав целый ряд новых учебников и учебных пособий для студентов и школьников.
Скончался 12 мая 2013 года в Санкт-Петербурге. Согласно завещанию похоронен вместе с супругой в деревне Овцино (Всеволожский муниципальный район Ленинградской области), где воевал в годы войны.

## Основные работы
- Гражданское право в период развернутого строительства коммунизма. — М.: Госюриздат, 1962. — 283 с.
- Механизм правового регулирования в социалистическом государстве. — М.: Юридическая литература, 1966. — 188 с.
- Проблемы теории права: курс лекций в двух томах. — Свердловск: изд. СЮИ, 1972—1973.
  - Том 1. Основные вопросы общей теории социалистического права. — Свердловск: изд. СЮИ, 1972. — 396 с.
  - Том 2. Нормативные юридические акты. Применение права. Юридическая наука. — Свердловск: изд. СЮИ, 1973. — 402 с.
- Общая теория права. — М.: Юридическая литература, 1982. — 360 с. — ISBN 5-8354-0007-1.
- Правовое государство — судьба социализма: научно-публицистический очерк. — М.: Юридическая литература, 1988. — 174 с.
- Теория права. — М.: Бек, 1993. — 222 с. — ISBN 5-85639-005-9.
- Уроки. Тяжкий путь России к праву. — М.: Юрист, 1997. — 326 с. — ISBN 5-7975-0012-4.
- Самое святое, что было у Бога на земле. Иммануил Кант и проблемы права в современную эпоху. — М.: Инфра-М, 1998. — 410 с. — ISBN 5-89123-265-0.
- Право: азбука - теория - философия. Опыт комплексного исследования. — М.: Статут, 1999. — 712 с. — ISBN 5-8354-0002-0.
- Философия права: история и современность, проблемы, тенденции, перспективы. — М.: Норма, 1999. — 329 с. — ISBN 5-89123-149-2.
- Право на пороге нового тысячелетия: некоторые тенденции мирового правового развития — надежда и драма современной эпохи. — М.: Статут, 2000. — 256 с. — ISBN 5-8354-0045-4.
- Восхождение к праву: поиски и решения. — М.: Норма, 2001. — 748 с. — ISBN 5-89123-536-6.
- Право собственности. Проблемы теории. — М.: Норма, 2007. — 240 с. — ISBN 978-5-468-00057-1.
- Собрание сочинений в 10-ти томах. — М.: Статут, 2010. — ISBN 978-5-8354-0706-4.

## Награды и звания
- Орден «За заслуги перед Отечеством» III степени (7 июля 2003) — за большой вклад в развитие гражданского законодательства и многолетнюю научную деятельность[8]
- Орден Дружбы народов (26 июля 1994) — за активное участие в становлении российской государственности, большой вклад в развитие юридической науки и подготовку высококвалифицированных кадров юристов[9]
- Орден Отечественной войны II степени (6 апреля 1985) — за храбрость, стойкость и мужество, проявленные в борьбе с немецко-фашистскими захватчиками, и в ознаменование 40-летия победы советского народа в Великой Отечественной войне 1941—1945 годов
- Орден «Знак Почёта»
- Заслуженный деятель науки РСФСР (1974)
- Государственная премия СССР (1977) — за цикл работ по проблемам теории права
- Почётный гражданин Свердловской области (2009)
- Почетная грамота Законодательного Собрания Свердловской области (22 сентября 2004)[10]
- Почетный профессор Уральской государственной юридической академии (1999)
- Орден «Данакер» (Кыргызстан, 27 июля 2004) — за особые заслуги в укреплении кыргызско-российского сотрудничества в области науки и образования, подготовку высококвалифицированных юридических кадров[11]
- Кавалер ордена Заслуг перед Республикой Польша (Польша, 30 октября 2003) — за выдающийся вклад в развитие польско-российского экономического сотрудничества[12]
- Демидовская премия (2010) — за выдающийся вклад в создание правовых основ современной России[13]

Поощрения Президента Российской Федерации
- Почётная грамота Президента Российской Федерации (12 декабря 2008) — за активное участие в подготовке проекта Конституции Российской Федерации и большой вклад в развитие демократических основ Российской Федерации[14]
- Благодарность Президента Российской Федерации (24 июля 2009) — за большой вклад в развитие отечественной правовой науки, подготовку юридических кадров и совершенствование законодательства Российской Федерации[15]

## Память

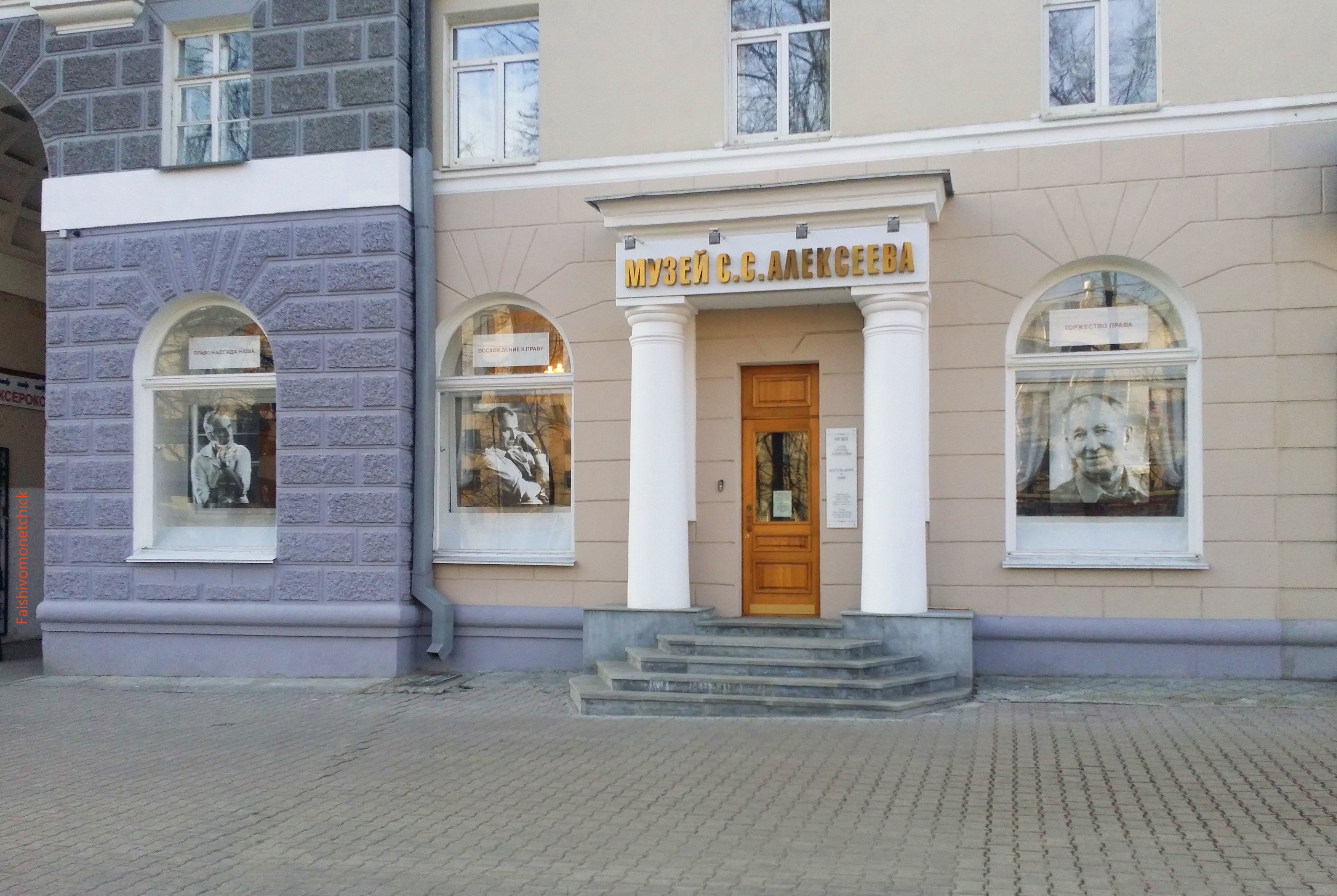
Музей С.С. Алексеева в Екатеринбурге

- В Екатеринбурге, где он долгое время жил, С. С. Алексееву посвящена памятная табличка, установленная на доме № 64 по пр. Ленина[16].
- Вторая мемориальная доска размещена на здании Уральского государственного юридического университета имени В. Ф. Яковлева в 2014 году[17].
- 28 июля 2016 года состоялось торжественное открытие музея С. С. Алексеева «Восхождение к праву» по адресу: г. Екатеринбург, ул. Ленина, д. 101[18].
- Исследовательский центр частного права имени С. С. Алексеева при Президенте Российской Федерации.
- МАОУ СОШ №1 Екатеринбурга имени С. С. Алексеева.
- Кафедра теории государства и права имени С. С. Алексеева Уральского государственного юридического университета.